# Else Krafft

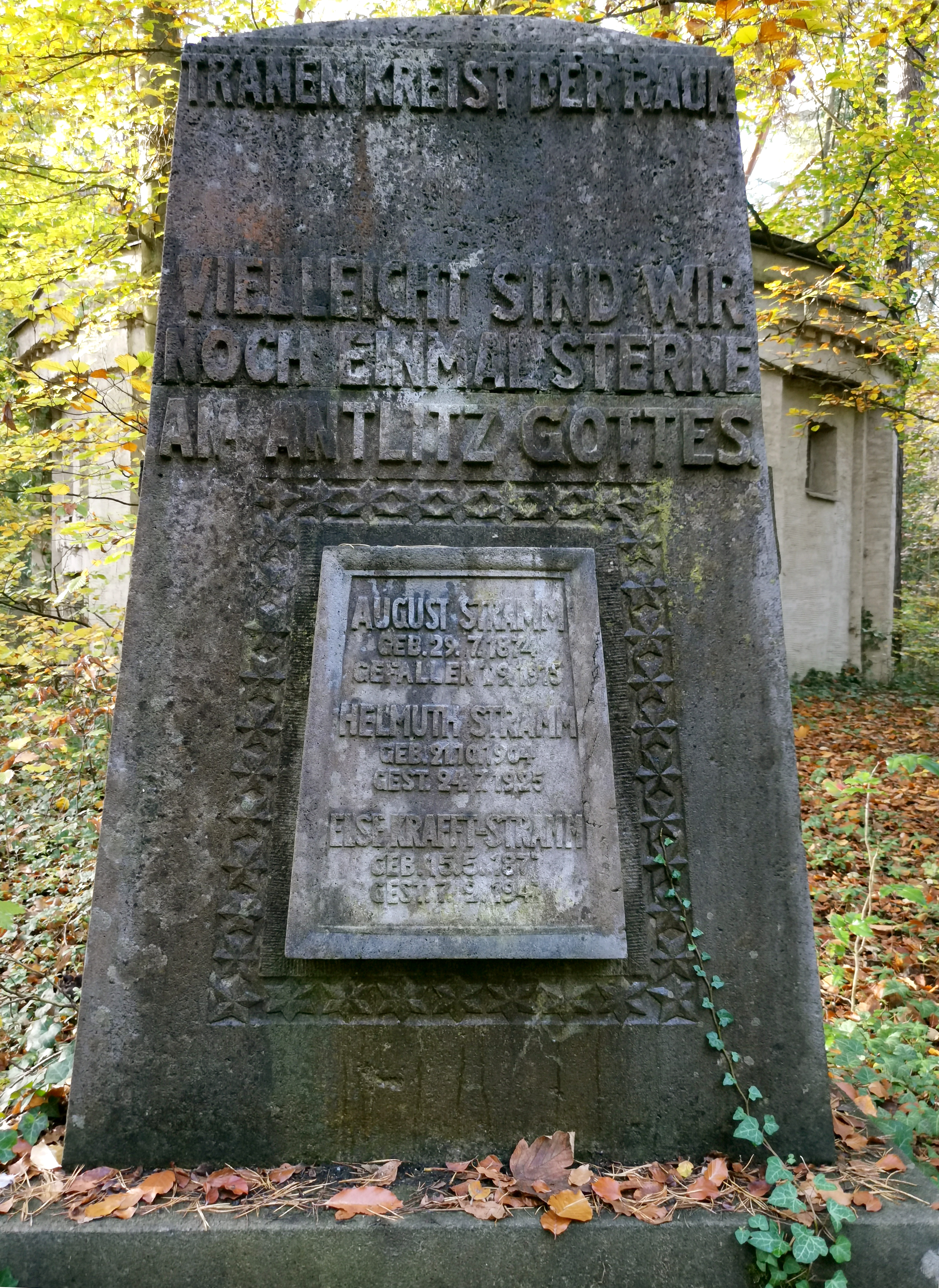
Grab auf dem Südwestkirchhof Stahnsdorf (Block Heilig Geist)

Else Krafft (Pseudonym: Isolde Leyden) (* 15. Mai 1877 in Breslau; † 7. Februar 1947 in Freiberg / Sachsen) war Journalistin und Schriftstellerin.
Ihr Vater, Edmund Krafft, war Redakteur der Vossischen Zeitung.
1899 lernte sie August Stramm kennen, den sie am 9. November 1902 in Berlin heiratete. Ihr Vater gab dem Schwiegersohn die erste Publikationsmöglichkeit.
Unter ihrem Pseudonym veröffentlichte sie erfolgreich Gedichte, Artikel und Unterhaltungsbücher mit Massenauflage.
Else Krafft-Stramm wurde auf dem Südwestkirchhof Stahnsdorf beigesetzt.

## Werke
- Kling klang Gloria; 1906
- One Touch of Nature; New York Tribune, 8. Oktober 1916
- Whither Thou Goest; New York Tribune 19. November 1916
- Riko Rischewska; Hamburg; Leuchtfeuer-Verlag, 1926
- Kreuzzug der Liebe; Prag, Leipzig; Neugebauer, 1936
- Das Hohe Lied der Liebe; Neugebauer; 1935
- Das Haus an der Himmelsleiter; Berlin : Geisel 1936
- Schatten um Ingrid; Berlin : Geisel 1936
- Der Mann mit dem steinernen Herz; Wien, Leipzig : Derflinger & Fischer 1937
- Kinderpflegerin gesucht; Hamburg, Hans Müller 1940